# 方位角航空
方位角航空（Азимут）是一家俄罗斯航空公司，运营基地位于顿河畔罗斯托夫机场。

## 目的地
截至2018年10月，方位角航空營運23條國內航線和2條國際航線，包括往阿美尼亞和吉爾吉斯斯坦的航班。

## 機隊
至2020年12月，方位角航空機隊如下：

## 交通事故
一架俄製苏霍伊超级喷气机100於2024年11月24日在土耳其南部安塔利亞降落時，其中一個引掣起火，超過90名乘客和機組人員安全疏散，無人傷亡。